# 新世界 (バンド)
新世界（しんせかい、shinsekai）は日本のプログレッシブ・ロックバンド。
2004年ゲームミュージックの作曲家下田祐を中心に結成。2005年にソノシート付きの1stアルバム「Shinsekai」、2006年に2ndアルバム「Alice through the Looking Glass -鏡の国のアリス-」をリリース。2010年にはアビー・ロード・スタジオでのリマスター版が発売されている。

## メンバー
1stアルバム「Shinsekai」メンバー
- 下田祐 (Keyboard)
- 寺前　甲(Guitar) from Demetori、J.D.K.BAND
- 寺前　直(Drums) from Demetori
- 塚本　明伸(Bass) from UI-70

2ndアルバム「Alice through the Looking Glass -鏡の国のアリス-」メンバー
- 下田祐 (Keyboard)
- 後藤マスヒロ(Drums)
- 小林 智 (Bass)from 内核の波
- 鈴木 和美 (Flute)from 内核の波
- 高木 大地(Guitar)  from 金属恵比須
- 杉並児童合唱団（Chorus）
- 川上博道（ヨーデル）
- 生方則孝（Wuritzer, Santoor&Tabra）
- 市橋若菜（オンド・マルトノ）
- 壷井　彰久（Violin）from KBB
- 寺前　甲(Guitar) from Demetori J.D.K.BAND
- 平井　将人(Guitar)
- 山本　陽子（Vocal）
- 鈴木　ヌル（Theremin）

## ディスコグラフィ
- Shinsekai (2005年)
- Alice through the Looking Glass -鏡の国のアリス- (2006年)
- Alice through the Looking Glass -鏡の国のアリス- (リマスター)(2010年)